# Panique au pique-nique (film)
Pour l’article homonyme, voir Panique au pique-nique.
Pour plus de détails, voir Fiche technique et Distribution.
Panique au Pique-nique (Trail Mix-Up) est un court-métrage d'animation ayant pour héros le lapin Roger Rabbit.
Le court-métrage a été réalisé par les studios Disney après les premiers succès du film Qui veut la peau de Roger Rabbit (1988) et diffusé en avant-première d'autres productions de Disney. Deux autres courts-métrages similaires ont été produits Bobo Bidon (1989) et Lapin Looping (1990).

## Synopsis
Chargé de garder Baby Herman lors d'une randonnée en forêt dans le Parc national de Yellowstone, Roger tente de le sauver alors qu'il y part en exploration et découvre la faune locale. Tous ces efforts tournent bien sûr toujours en défaveur de Roger.

## Fiche technique
- Titre original : Trail Mix-Up
- Autres titres[1] :
  - france : Panique au Pique-Nique
- Réalisateur : Barry Cook
- Scénario : Rob Minkoff, Barry Cook, Patrick A. Ventura et Mark Kausler
- Genre : Animation, comédie slapstick
- Pays : États-Unis
- Format : Court métrage, couleur
- Durée : 8 minutes
- Sorti : 12 mars 1993[2] (diffusé avant Kalahari)

## Distribution

### Voix originales
- Charles Fleischer : Roger Rabbit
- Kathleen Turner : Jessica Rabbit
- April Winchell : Young Baby Herman / Mrs. Herman
- Lou Hirsch : Adult Baby Herman
- Corey Burton : Droopy Dog
- Frank Welker : Bear / Beaver

### Voix françaises
- Luq Hamet : Roger Rabbit
- Martine Meirhaeghe : Mme. Herman
- Richard Darbois : Baby Herman adulte
- Marie Vincent : Jessica Rabbit
- Roger Carel : Droopy

## Commentaires
- Le film a été produit au studio Walt Disney Animation Florida[2].
- À la fin du court métrage, Roger Rabbit et Baby Hermann sont propulsés par un geyser sur les sculptures du Mont Rushmore, qu'ils détruisent[2].
- Le film d'épouvante Les Dents de la mer est parodié à 3 minutes et 45 secondes du film. En effet, après être tombé accidentellement dans une rivière, Roger voit un grand aileron avancer vers lui à la surface de l'eau. Terrifié, il atteint la terre ferme, puis le spectateur découvre que l'"aileron" vient en fait d'un vélo que conduit Droopy sous l'eau. La musique utilisée est la même que dans celle dans le film original. Cette scène est sans doute un petit clin d’œil à l'un des producteurs du film Qui veut la peau de Roger Rabbit et de ce court-métrage : Steven Spielberg !